# Jimmy Witherspoon
Jimmy Witherspoon (Gurdon, Arkansas, 1920. augusztus 8. – Los Angeles, Kalifornia, 1997. szeptember 18.) amerikai rock-, dzsessz-, rhythm & blues-énekes.

## Pályakép
Hétesztendős korától kezdve egy  baptista templomban énekelt. Anyja zongorázott, apja vasutas volt. 1941 és 1943 között a kereskedelmi flottánál dolgozott. Kalkuttában Teddy Weatherford együttesével bluest énekelt. 1944-ben a kaliforniai Vallejóban Jay McShann együttesével turnézott. 1949-ben a Tain't Nobody's Business If I Do című száma befutott, 34 hétig volt a Billboard listáján.
Az 1959 októberében tartott Monterey Jazz Festivalon Ben Webster mellett emlékezetes sikert aratott.
Mély és meleg hangja minden idők egyik legjobb bluesénekesévé tette.

## Albumok
(válogatás)
- New Orleans Blues (1956)
- Goin' To Kansas City Blues (1958)
- Eddie Vinsonnal: Battle Of The Blues, Volume 3 (1959)
- At The Monterey Jazz Festival (1959)
- Gerry Mulligannel: Mulligan With Witherspoon (1959)
- Feelin' The Spirit (1959)
- Jimmy Witherspoon At The Renaissance (1959)
- Singín' The Blues (1959)
- There's Good Rockin' Tonight (1961)
- Spoon (1961)
- Hey Mrs. Jones (1962)
- Roots (1962)
- Baby, Baby, Baby (1963, II. kiadás: Mean Old Frisco)
- Some Of My Best Friends Are The Blues (1964)
- Take This Hammer (1964)
- Blues For Spoon And Groove (1965)
- Spoon In London (1965)
- Blues Point Of View (1966)
- Blues For Easy Livers (1967)
- Ain't Nobody's Business (1967)
- A Spoonful Of Soul (1968)
- The Blues Singer (1969)
- Love Is A Five Letter Word (1975)
- Hunh! (1970)
- Handbags & Gladrags (1970)
- Blues Singer (1970)
- Eric Burdonnel: Guilty (1970)
- Jimmy Wit-herspoon And Ben Webster (That's jazz) (1977)
- Buck Claytonnal: Live In Paris, Big Blues (1981)
- A New Savoy Sultansszal: Sings The Blues (1980)
- Call My Baby (1991)
- The Blues, The Whole Blues And Nothin' But The Blues (1992)